# Olaf den klarsynte
Olaf den klarsynte  (hin skygne) var en sagokung som skall ha styrt Närke i början av 600-talet. Inga uppgifter finns om hans föräldrar och hustru. Hans dotter skall ha hetat Alof Olafsdotter och varit gift med Algot Götreksson, kung av Västergötland och son till Götrek Götsson. Deras dotter Göthild Algotsson och skall ha varit gift med Ingjald Illråde. Algot Götreksson är en av de tolv småkungarna som av Ingjald Illråde skall dödat.